# 예카테리나 말리셰바 (스피드 스케이팅)
예카테리나 알렉산드로브나 말리셰바(러시아어: Екатерина Александровна Малышева, 1987년 1월 28일~)은 러시아의 여자 스피드 스케이팅 선수이다.